# Wind Music Awards 2016
Die zehnte Verleihung der italienischen Wind Music Awards fand am 6. und 7. Juni 2016 in der Arena von Verona statt und wurde am 7. (live) und 8. Juni (um zwei Tage versetzt) auf Rai 1 ausgestrahlt. Moderatoren waren wie in den Vorjahren Carlo Conti und Vanessa Incontrada. Als internationale Gäste traten Alan Walker, Dua Lipa, Robin Schulz und Álvaro Soler auf.

## Preise
- für Verkäufe italienischer Interpreten (gemäß den FIMI-Auszeichnungen):
  - Mehrfachplatin (Album)
  - Platin (Album)
  - Gold (Album)
  - Mehrfachplatin (Single)
  - Platin (Single)
- für Airplay (gemäß EarOne-Charts)
  - Premio EarOne Airplay
- Sonderpreise
- Auszeichnungen für Musikverkäufe internationaler Interpreten in Italien

## Erster Abend (7. Juni)

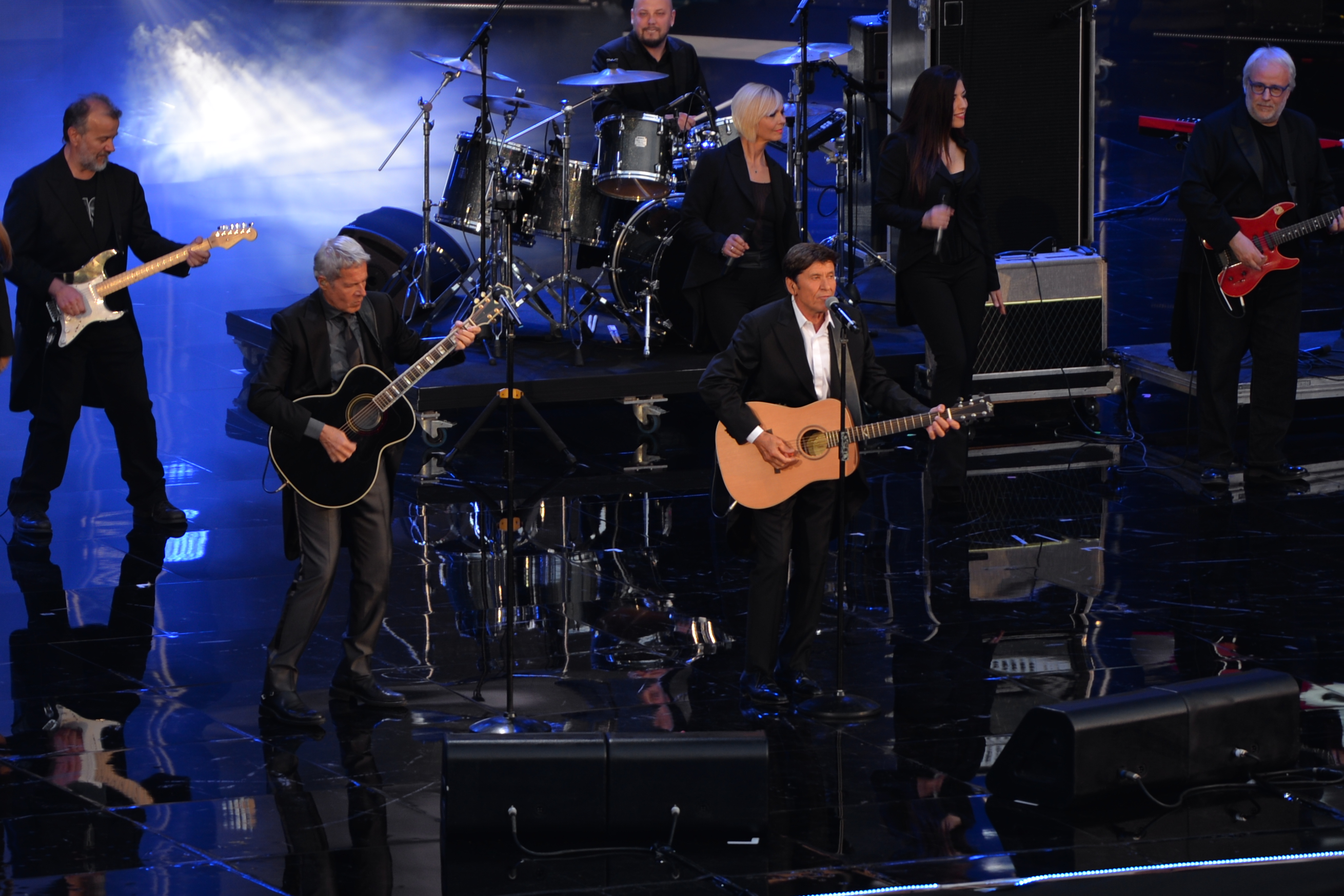
Eröffnung durch Claudio Baglioni und Gianni Morandi

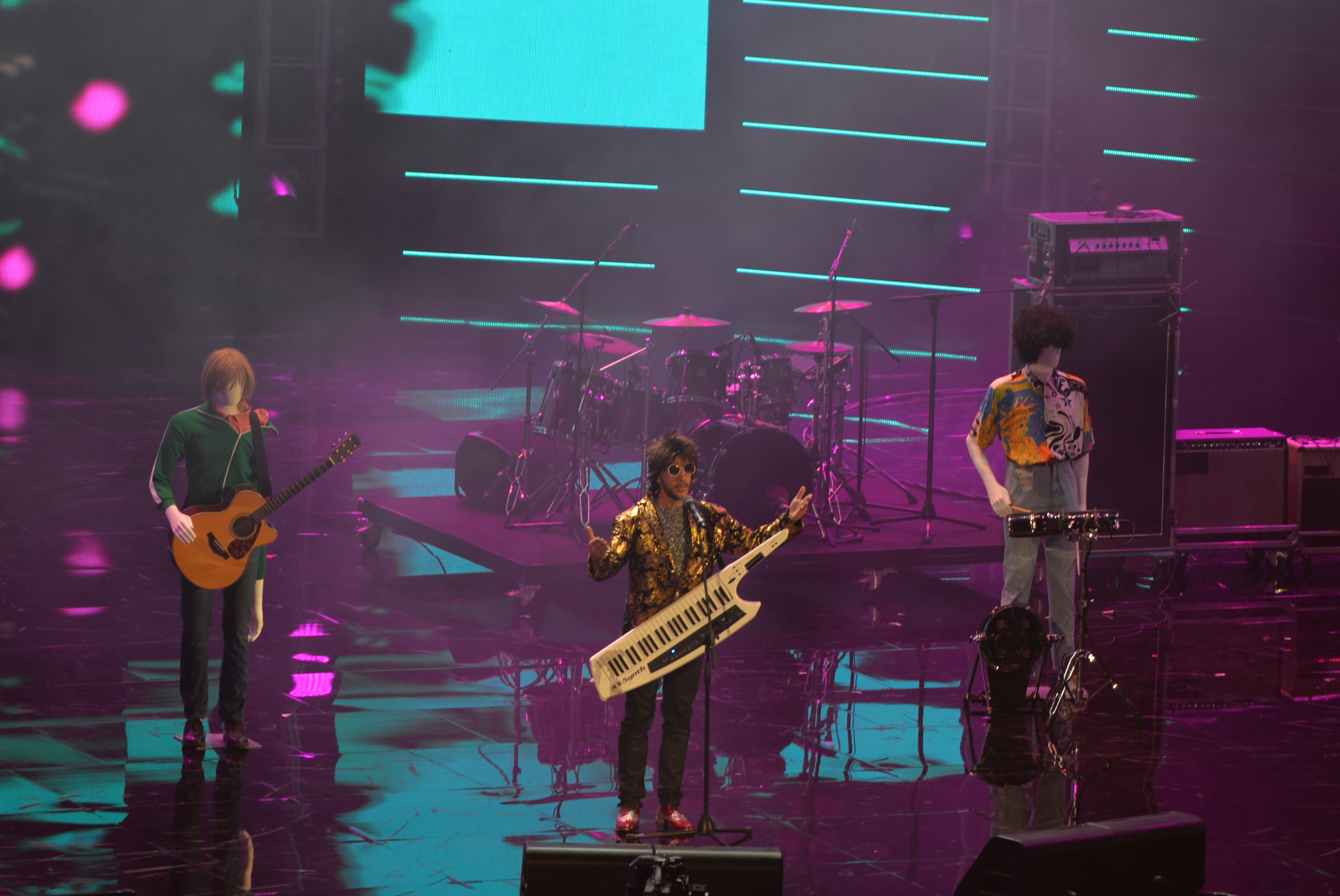
Auftritt Max Gazzès

### Auftritte
- Claudio Baglioni und Gianni Morandi – La vita è adesso und Se perdo anche te
- Gianna Nannini – America
- Zucchero – 13 buone ragioni
- Laura Pausini – Innamorata
- Renato Zero – Rivoluzione
- Modà – Passione maledetta
- Marco Mengoni – Solo due satelliti
- Zucchero – Partigiano reggiano
- Alessandra Amoroso – Comunque andare und Vivere a colori
- Biagio Antonacci – One Day (Tutto prende un senso) (Pino Daniele)
- Emma – Il paradiso non esiste
- Alan Walker – Faded
- Fiorella Mannoia und Loredana Bertè
- The Kolors – Me Minus You
- Fabri Fibra – Applausi per Fibra
- Benji & Fede – Tutta d’un fiato
- Dua Lipa – Be the One
- Max Gazzè – Ti sembra normale
- Francesca Michielin – Cuore in due und Nessun grado di separazione
- Giusy Ferreri – Volevo te
- Baby K und Giusy Ferreri – Roma-Bangkok
- Guè Pequeno und Marracash – Nulla accade

### Vergebene Preise
- Gianna Nannini
  - Gold-Album für Hitstory

- Zucchero
  - Gold-Album für Black Cat
  - Sonderpreis für die erfolgreichste internationale Konzerttätigkeit

- Pippo Baudo
  - Karriere-Preis zum 80. Geburtstag

- Laura Pausini
  - Mehrfachplatin-Album für Simili
  - Platin-Single für Simili
  - Sonderpreis Global Artist Award (vergeben durch die SIAE)

- Renato Zero
  - Gold-Album für Alt

- Modà
  - Mehrfachplatin-Album für Passione maledetta

- Marco Mengoni
  - Mehrfachplatin-Album für Parole in circolo
  - Mehrfachplatin-Single für Io ti aspetto
  - Mehrfachplatin-Album für Le cose che non ho

- Alessandra Amoroso
  - Platin-Album für Vivere a colori
  - Platin-Single für Comunque andare

- Biagio Antonacci
  - Platin-Album für Biagio

- Carlo Conti, Giorgio Panariello und Leonardo Pieraccioni
  - Vertrauenspreis für anstehende gemeinsame Tournee

- Emma
  - Platin-Album für Adesso
  - Platin-Single für Occhi profondi

- Fiorella Mannoia und Loredana Bertè
  - Sonderpreise

- The Kolors
  - Mehrfachplatin-Album für Out
  - Platin-Single für Everytime

- Fabri Fibra
  - Sonderpreis zum zehnjährigen Jubiläum des Erfolgsalbums Tradimento

- Virginia Raffaele
  - Sonderpreis

- Benji & Fede
  - Platin-Album für 20:05

- Max Gazzè
  - Gold-Album für Maximilian
  - Platin-Single für La vita com’è
  - Airplay-Preis für den erfolgreichsten Radio-Hit (La vita com’è)

- Francesca Michielin
  - Gold-Album für Di20are
  - Platin-Single für Nessun grado di separazione

- Giusy Ferreri
  - Platin-Single für Volevo te

- Baby K und Giusy Ferreri
  - Mehrfachplatin-Single für Roma-Bangkok

- Guè Pequeno
  - Gold-Album für Vero

## Zweiter Abend (6./8. Juni)

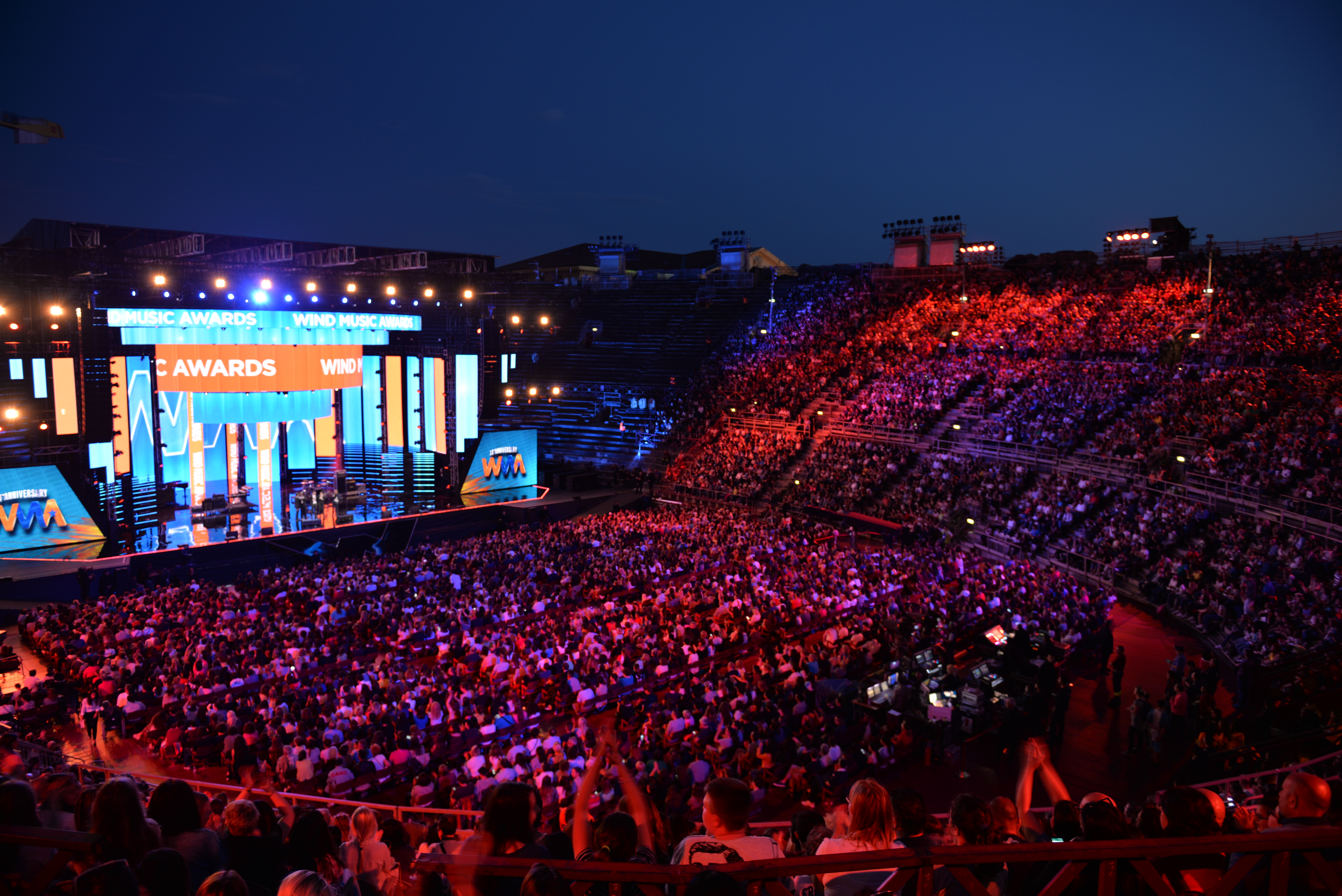
Die Arena während des Auftritts von Il Volo

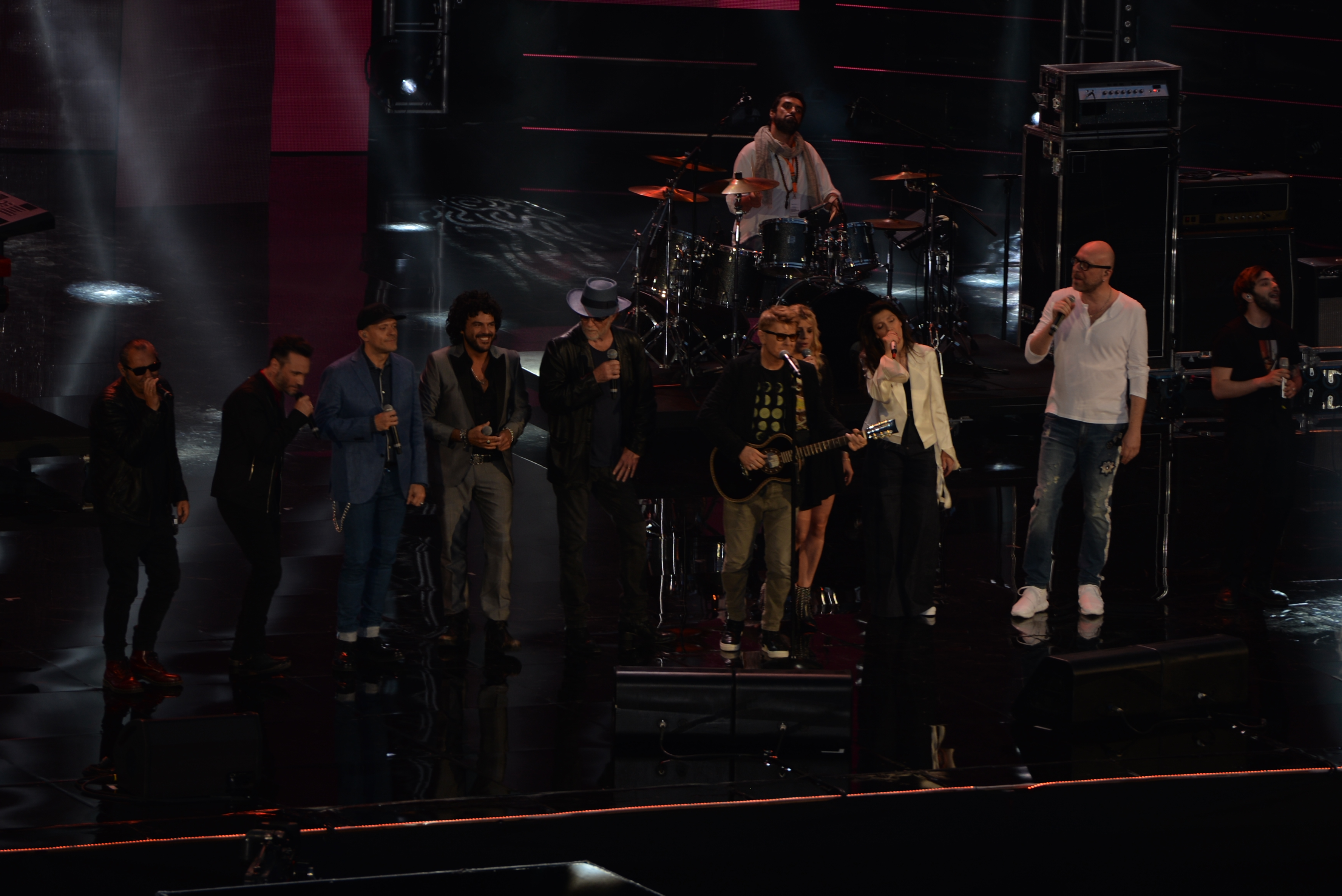
Una città per cantare (Luca Carboni, Nek, Max Pezzali, Francesco Renga, Francesco De Gregori, Ron, Emma, Elisa, Mario Biondi und Lorenzo Fragola)

### Auftritte
- Antonello Venditti – Cosa avevi in mente
- Alessio Bernabei – Noi siamo infinito
- Elisa – Love Me Forever
- Francesco De Gregori – Come il giorno
- Ron mit Luca Carboni, Nek, Max Pezzali, Francesco Renga, Francesco De Gregori, Emma, Elisa, Mario Biondi und Lorenzo Fragola – Una città per cantare
- Il Volo – Maria und Granada
- J-Ax & Fedez – Vorrei ma non posto
- Ligabue – Giro del mondo
- Francesco Renga – Il bene
- Negramaro – La rivoluzione sta arrivando
- Robin Schulz – Sugar und Heatwave
- Pooh – Chi fermerà la musica
- Álvaro Soler – Sofia und Libre (mit Emma)
- Nek – Uno di questi giorni
- Musicaldarsteller aus Notre Dame de Paris
- Luca Carboni – Happy
- Lorenzo Fragola – Luce che entra
- Max Pezzali – Due anime
- Clementino – Quando sono lontano
- Briga – Baciami
- Urban Strangers – Runaway
- Mario Biondi – Love Is a Temple
- Gemitaiz – Scusa
- Emis Killa – Cult
- Giovanni Caccamo – Via da qui
- Chiara Grispo – Come On
- Paolo Simoni – Io non mi privo
- Antonino Spadaccino – Gira

### Vergebene Preise
- Alessio Bernabei
  - Platin-Single für Noi siamo infinito

- Francesco De Gregori
  - Platin-Album für De Gregori canta Bob Dylan – Amore und furto

- Il Volo
  - Mehrfachplatin-Album für L’amore si muove

- Francesco Renga
  - Gold-Album für Scriverò il tuo nome

- Negramaro
  - Mehrfachplatin-Album für La rivoluzione sta arrivando
  - Platin-Single für Attenta

- Nek
  - Mehrfachplatin-Single für Se telefonando

- Gemitaiz
  - Gold-Album für Nonostante tutto

- Luca Carboni
  - Gold-Album für Pop-up
  - Platin-Single für Luca lo stesso

- Clementino
  - Gold-Album für Miracolo!

- Lorenzo Fragola
  - Platin-Single für Fuori c’è il sole

- Max Pezzali
  - Gold-Album für Astronave Max

- Mario Biondi
  - Gold-Album für Beyond

- Briga
  - Platin-Album für Never Again

- Urban Strangers
  - Gold-Album für Runaway
  - Platin-Single für Runaway

## Einschaltquoten
| Abend        | Aufzeichnung | Ausstrahlung | Zuschauer | Marktanteil | Quelle |
| ------------ | ------------ | ------------ | --------- | ----------- | ------ |
| 1            | 7. Juni 2016 | 7. Juni 2016 | 4.916.000 | 22,76 %     | [ 1 ]  |
| 2            | 6. Juni 2016 | 8. Juni 2016 | 4.743.000 | 22,08 %     | [ 2 ]  |
| Durchschnitt | Durchschnitt | Durchschnitt | 4.830.000 | 22,42 %     |        |

## Belege
1. ↑  ASCOLTI TV MARTEDÌ 7 GIUGNO 2016, davidemaggio.it.
2. ↑  ASCOLTI TV MERCOLEDÌ 8 GIUGNO 2016, davidemaggio.it.